# چارلز آساتی
چارلز آساتی (انگلیسی: Charles Asati؛ زادهٔ ۳ مارس ۱۹۴۶) دونده اهل کنیا است. از افتخارات وی میتوان به کسب مدال طلا ۴×۴۰۰ متر امدادی در بازی‌های المپیک تابستانی ۱۹۷۲ اشاره کرد.